# Spathelia terminalioides
Spathelia terminalioides là một loài thực vật có hoa trong họ Cửu lý hương. Loài này được A.H. Gentry miêu tả khoa học đầu tiên năm 1992.